# Madeleine Lambert (plasticienne)
 (août 2016).
Madeleine Lambert est une peintre française née le 28 décembre 1935 à Lyon 2e et morte le 12 mai 2012 à Bourgoin-Jallieu,.
Ses tableaux mêlent peinture et écriture.

## Biographie
Madeleine Lambert est née en 1935 à Lyon,. Ayant réalisé en 1991 une série d'œuvres sur le personnage d'Albertine de À la recherche du temps perdu de Marcel Proust, elle travaille depuis essentiellement sur le mot qu'elle place au cœur de ses peintures.
Travaillant à Vénissieux depuis 1968, elle est à l'origine, avec d'autres artistes, de la Maison des arts plastiques de Rhône-Alpes (MAPRA) à Lyon, de l'Urdla à Villeurbanne, des ateliers d'art plastique Henri-Matisse à Vénissieux.
Un centre d'art porte son nom, le Centre d'art Madeleine-Lambert à Vénissieux.

## Expositions
Entre 1985 et 2012, Madeleine Lambert a fait une vingtaine d'expositions personnelles, entre autres à Décines, à la Maison Ravier à Morestel, au TNP à Villeurbanne. En dehors de la région Rhône-Alpes, elle expose en 1962 au musée des Beaux-Arts de Nantes, en 1980 à l'Institut français de Stockholm et en 1992 au département des estampes et de la photographie de la Bibliothèque nationale de France à Paris.
Du 11 avril au 4 mai 2013, une exposition hommage a eu lieu à la MAPRA à Lyon.